# Будівля Харківського Земельного банку
Будівля Харківського Земельного банку — двоповерхова історична будівля, збудована у XIX столітті, розташована на майдані Конституції в центрі Харкова.

## Історія
Двоповерхова будівля, рясно прикрашена деталями, збудована для Харківського Земельного банку у 1896—1898 роках. Архітектором будівлі був академік архітектури Олексій Миколайович Бекетов, тесть Олексія Алчевського — засновника банку. Будівля мала парове опалення, встановлене фірмою «Брати Кертінг», а також водяну систему.
Неоренесансний фасад прикрашено пілястрами композитного, доричного та іонічного ордера, скульптурами, французьким рустом, медальйонами, великою кількістю барельєфів, карнизами, щитами з гербом міста, головами левів і людей, великими вікнами, вітражами з гербом міста та України, фронтоном, балюстрадою і балконами.
У будинку збереглися бекетівскі інтер'єри: великий зал, прихожа та кабінети. Вони прикрашені атлантами, великою кількістю пілястр і барельєфів, балюстрадами, вітражами, медальйонами.
Харківський Земельний банк було засновано 2 вересня 1871 року Олексієм Алчевським. Банк діяв на території Харківської, Катеринославської, Полтавської, Курської, Воронезької, Орловської, Ставропольської, Чорноморської та в частині Тобольської і Єнісейської губерній. Мав відділення в багатьох українських містах: Харків, Чугуїв, Полтава, Ялта, Суми, Сімферополь, Слов'янськ, Бахмут, Старобільськ, Маріуполь тощо. Банк займався видачею позик під залоги майна та землі на 60 % від вартості цього майна й не більше ніж на 66 років і 2 місяці. Ціна акцій банку в 1914 році становила 200 рублів.
У 1920 році банк закрито через прихід у місто більшовицької влади. З 1928 року і по сьогоднішній день в будинку розташований Харківський автотранспортний фаховий коледж. Великий зал банку перетворено на зал для свят, інший — на спортзал, у колишніх приміщеннях банку знаходяться кабінети навчального закладу.
Під час Другої світової війни будівля сильно постраждала. У 1948—1953 роках будівля була відновлена за проєктом архітекторів Г. В. Сіхарулідзе та О. Ю. Лейбфрейда. У 2003 році, перед парадним входом у будівлю, було встановлено дві скульптури левів.
У березні 2022 року будівля постраждала від російських ракетних обстрілів. У будівлі було вибито вікна.

## Галерея

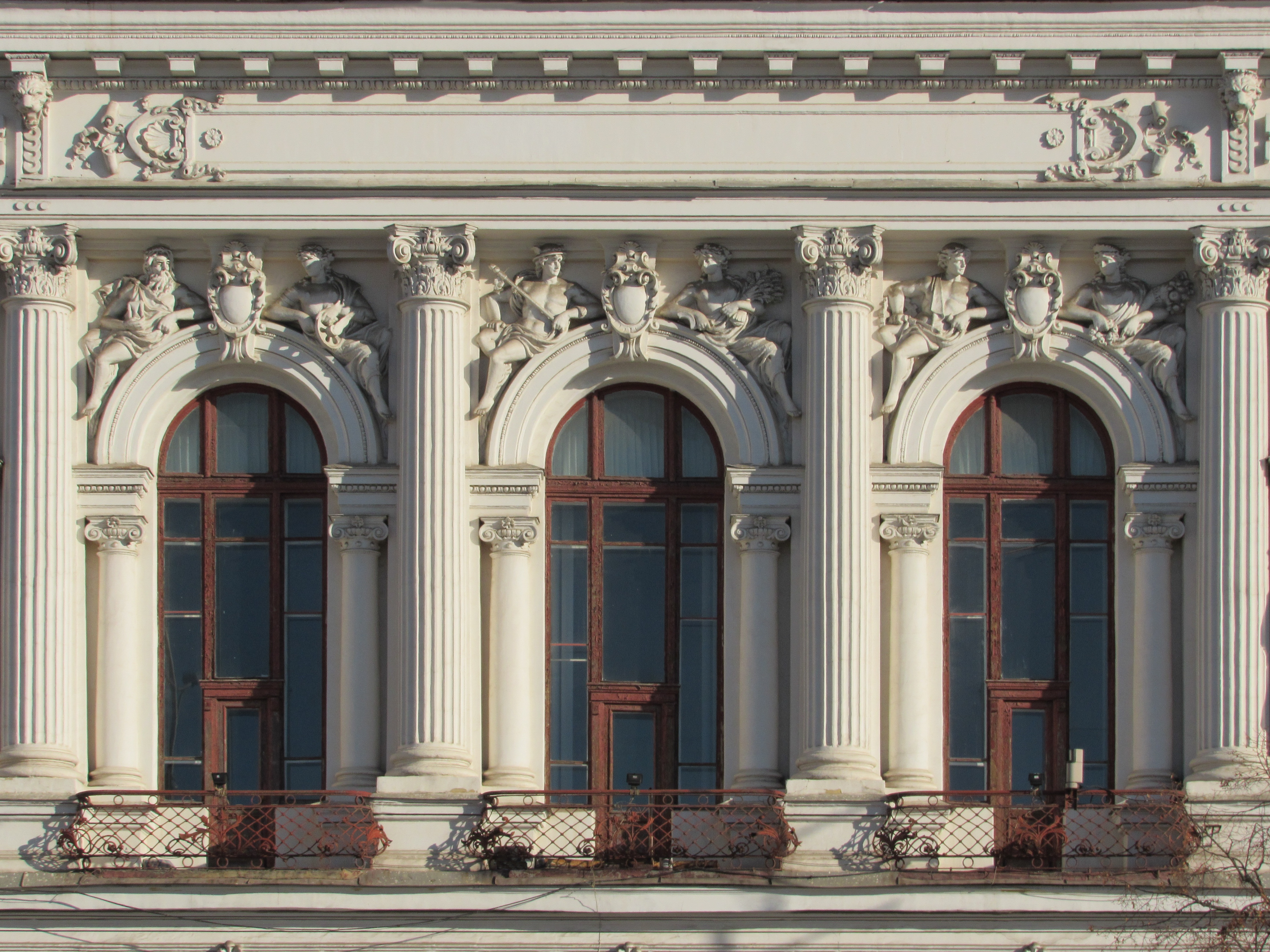
Фасад другого поверху
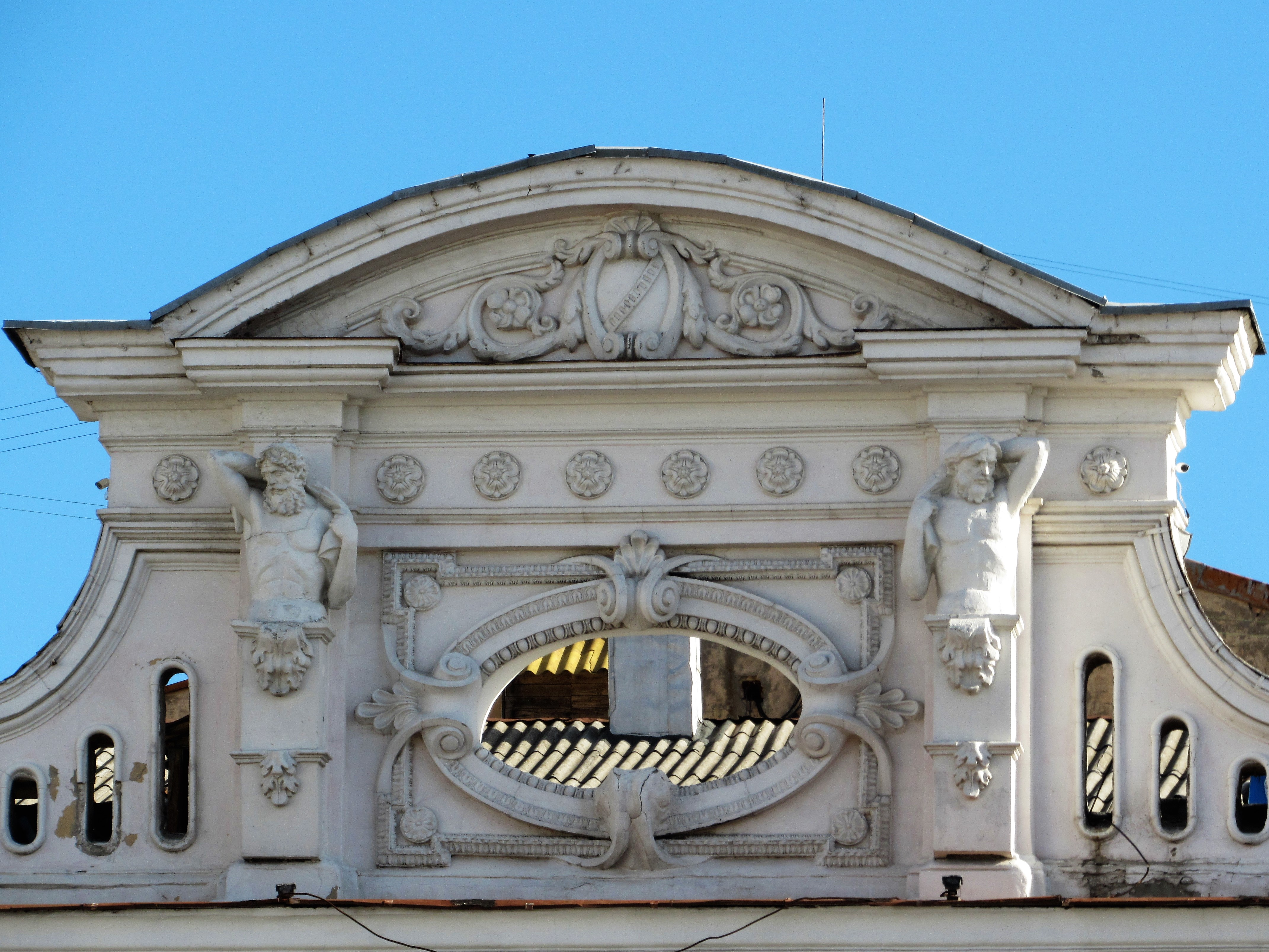
Портик
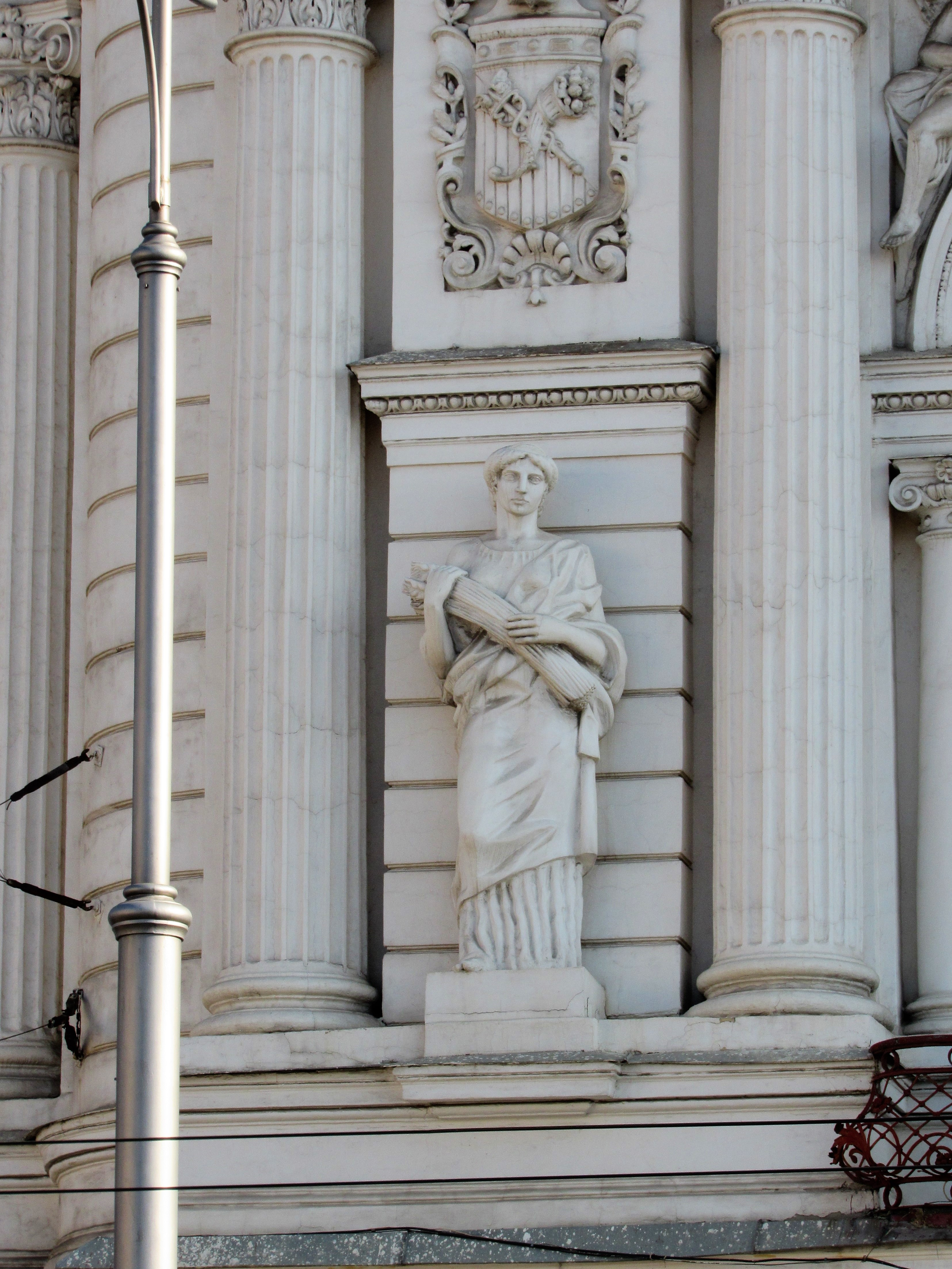
Одна зі скульптур (ліва)
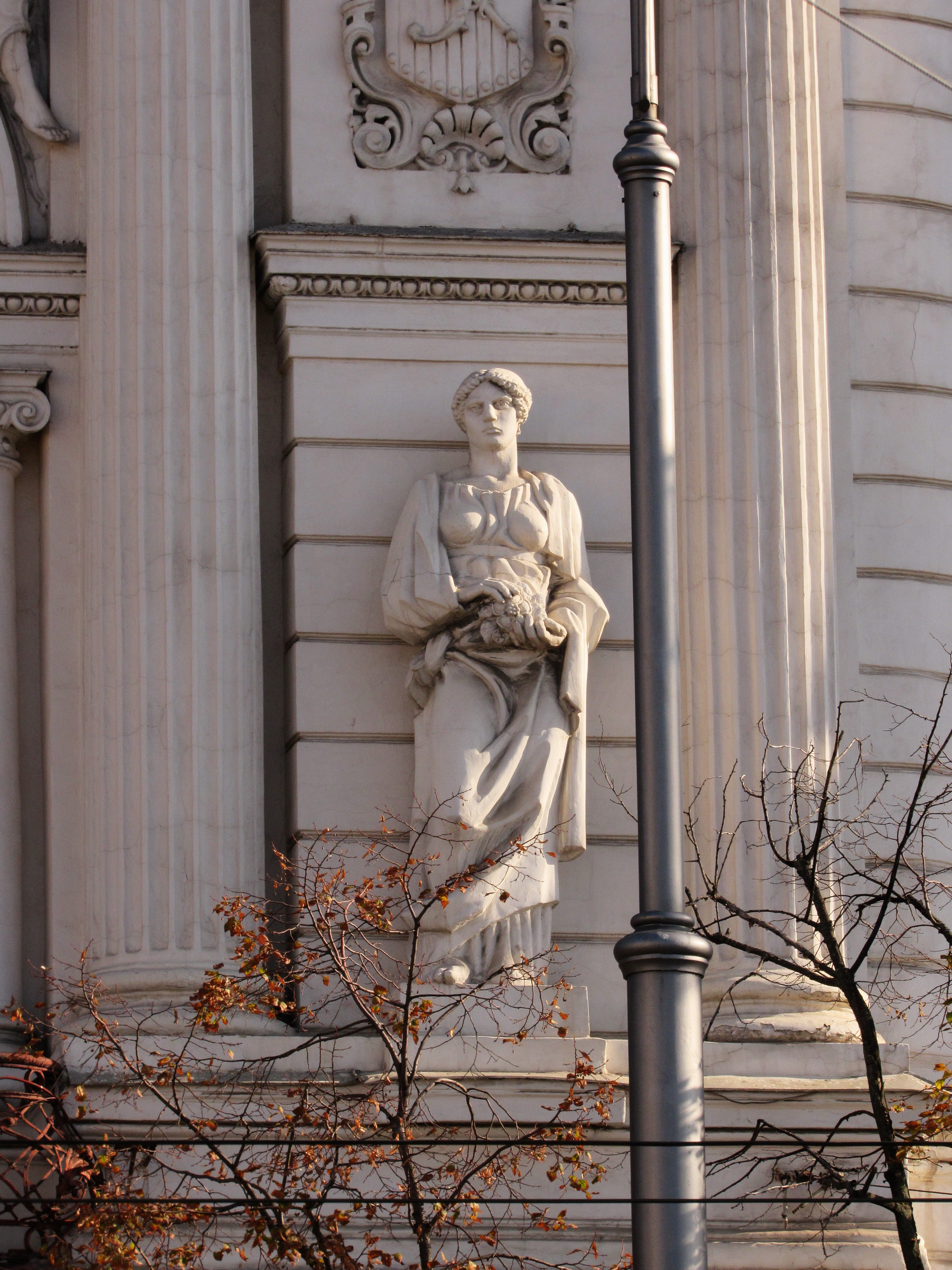
Одна зі скульптур (права)
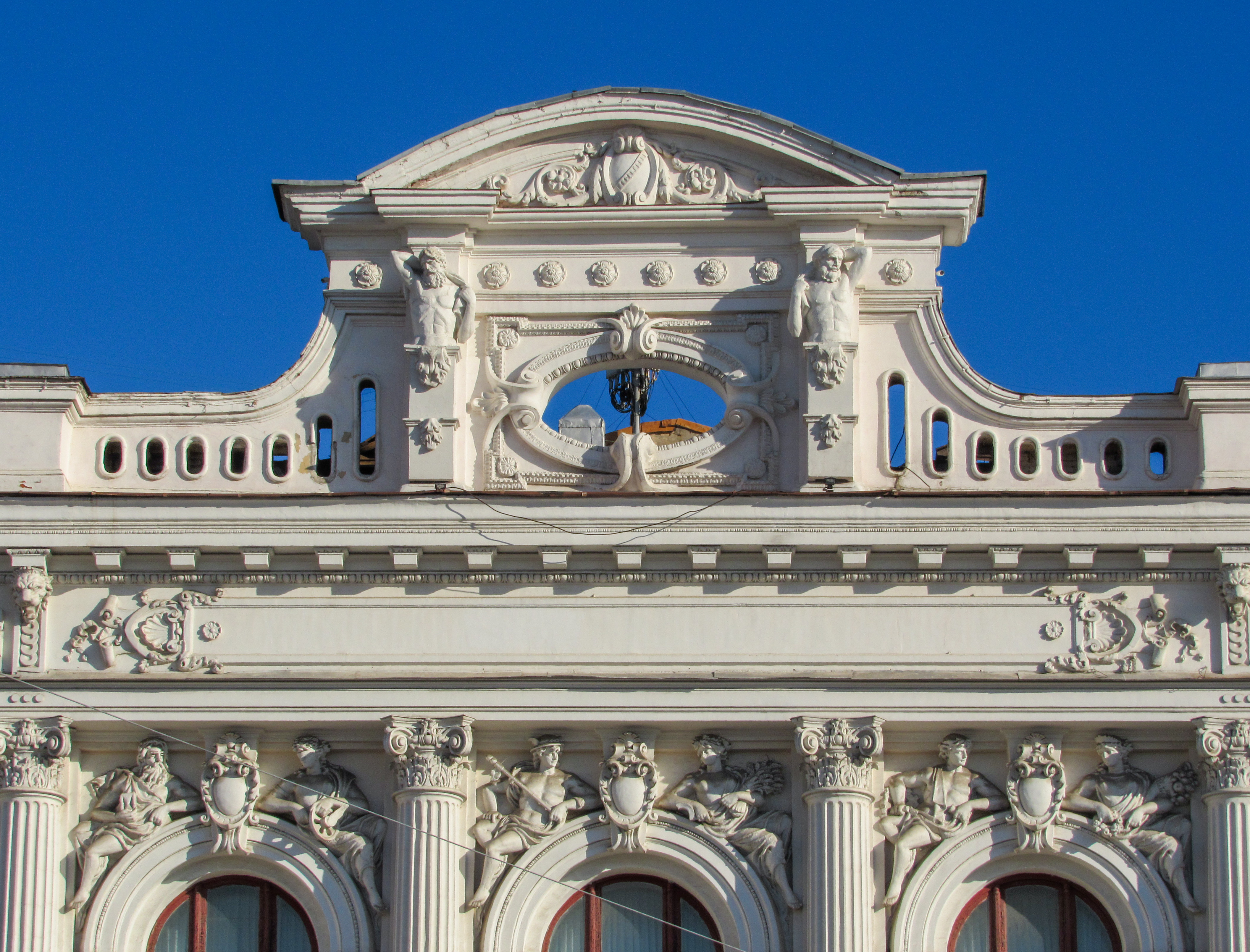
Деталі фасаду
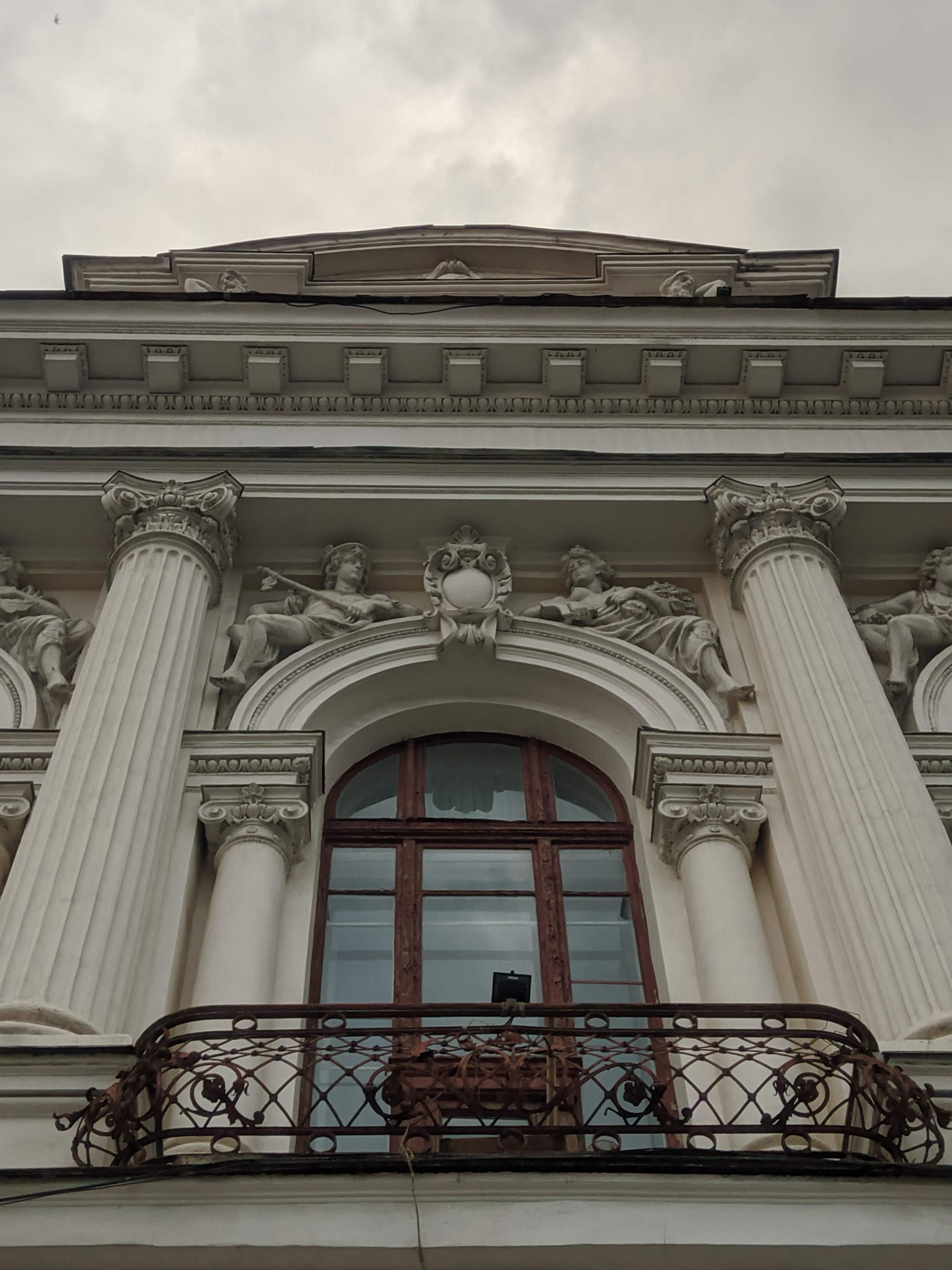
Деталі фасаду
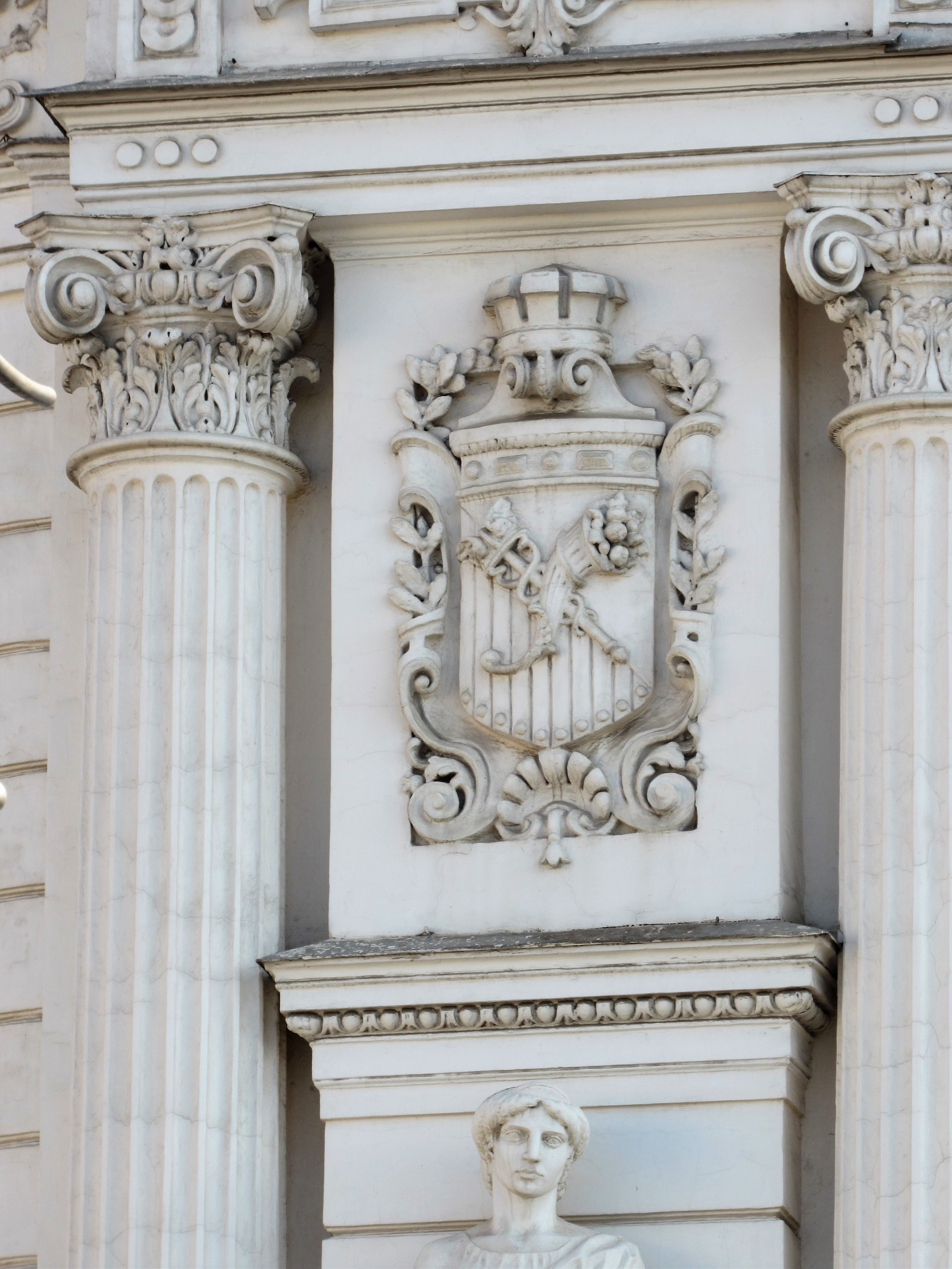
Герб Харкова на будівлі
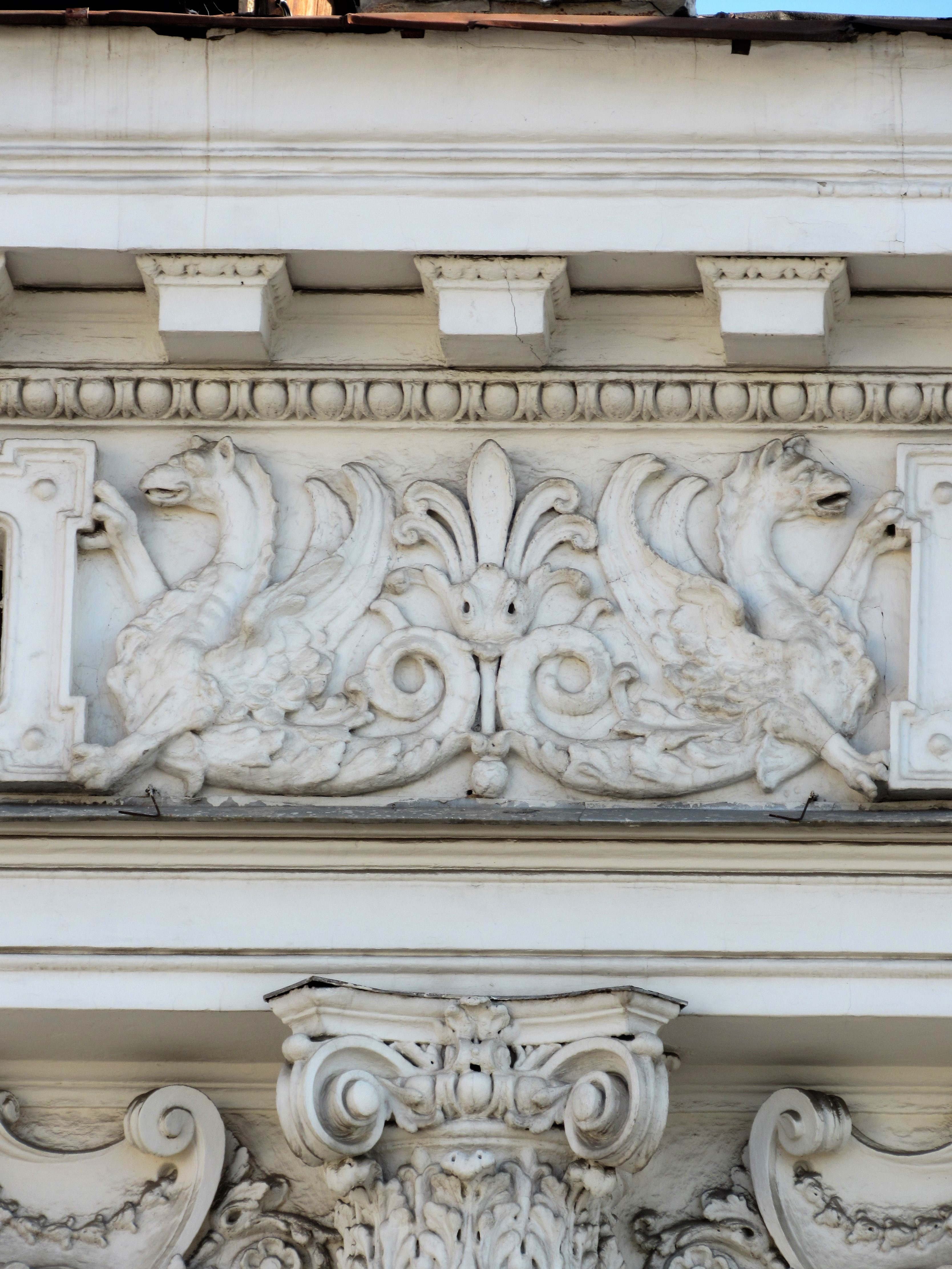
Барильєф з драконами
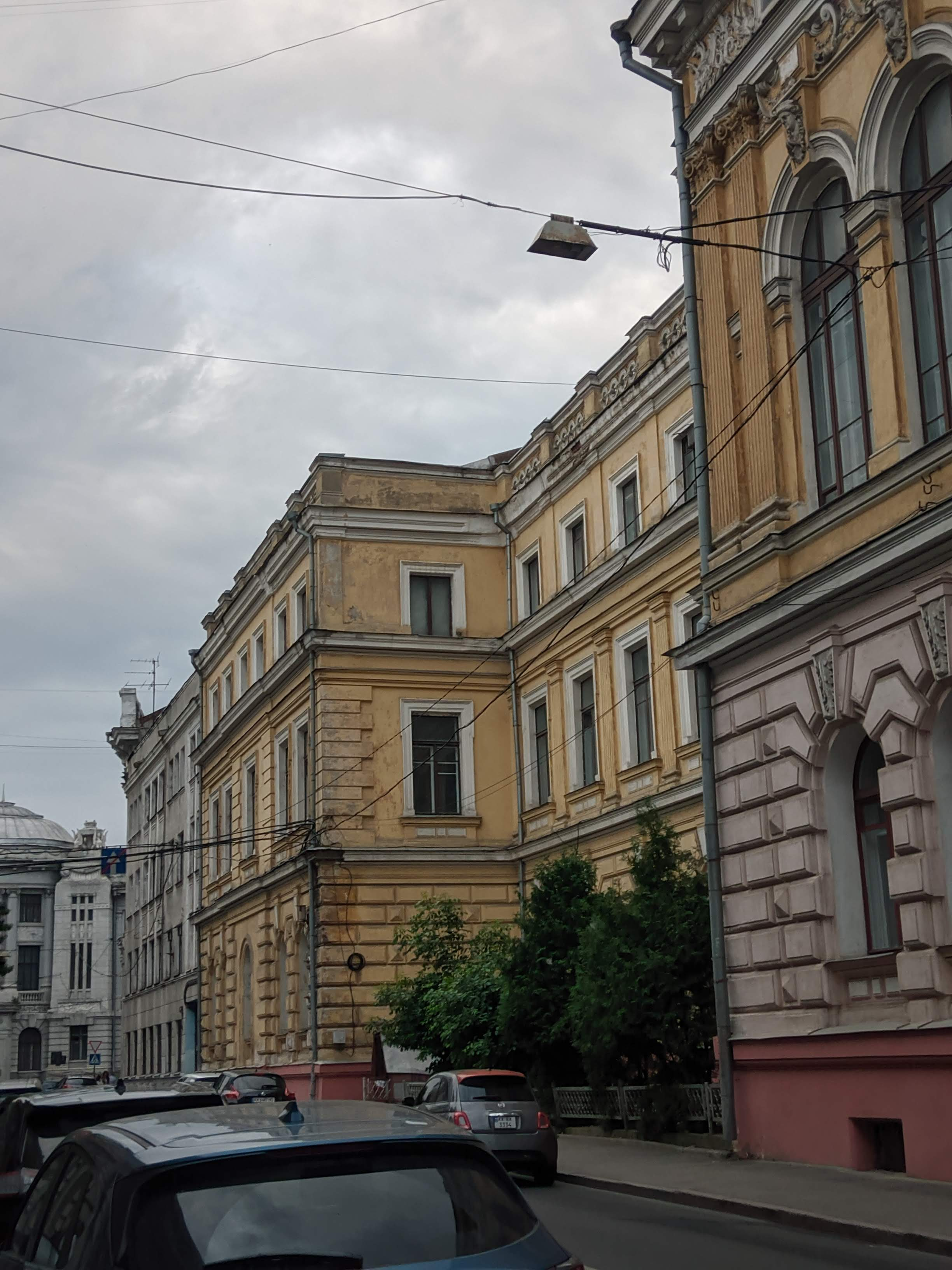
Бічний фасад
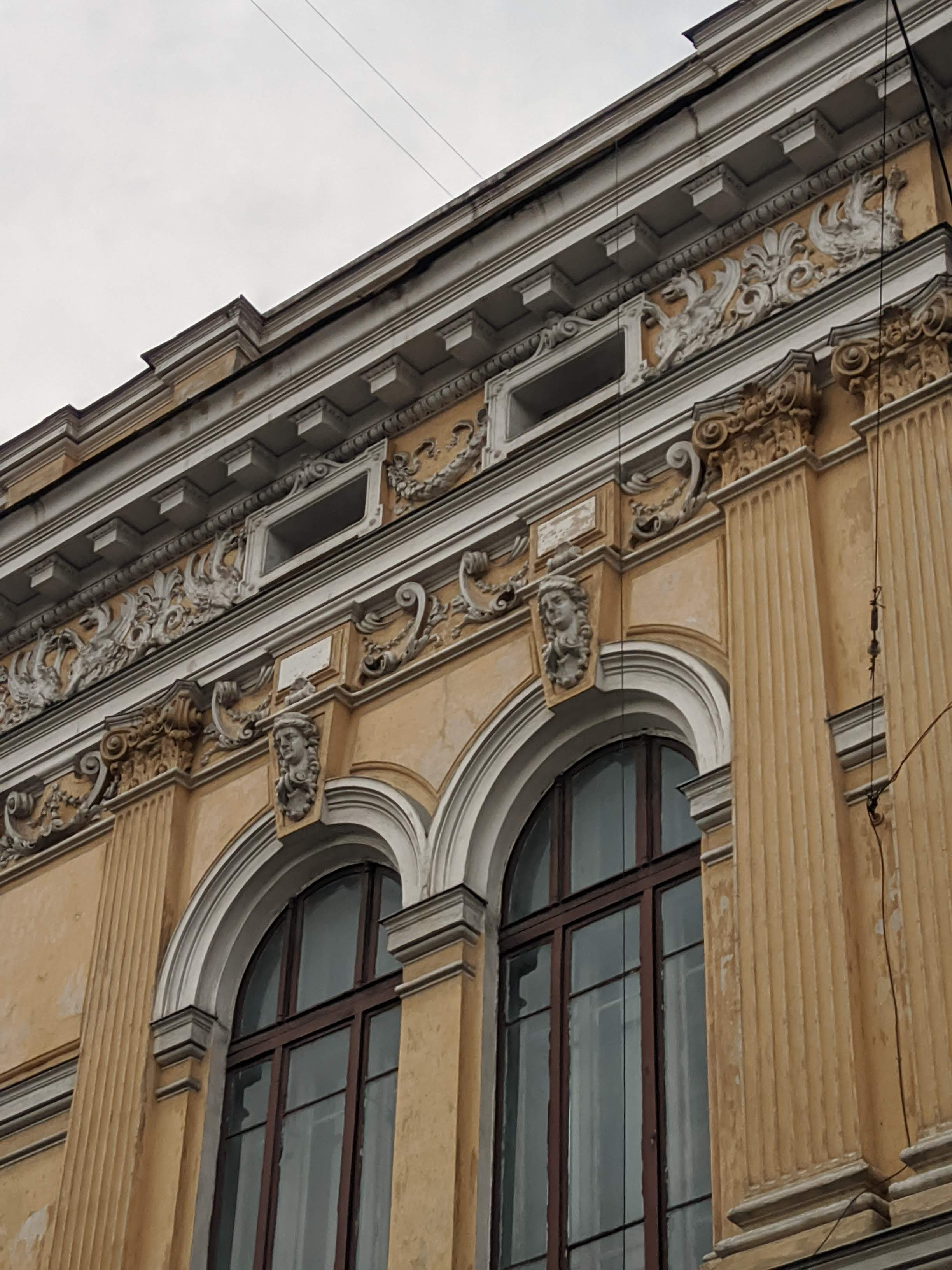
Деталі бічного фасаду
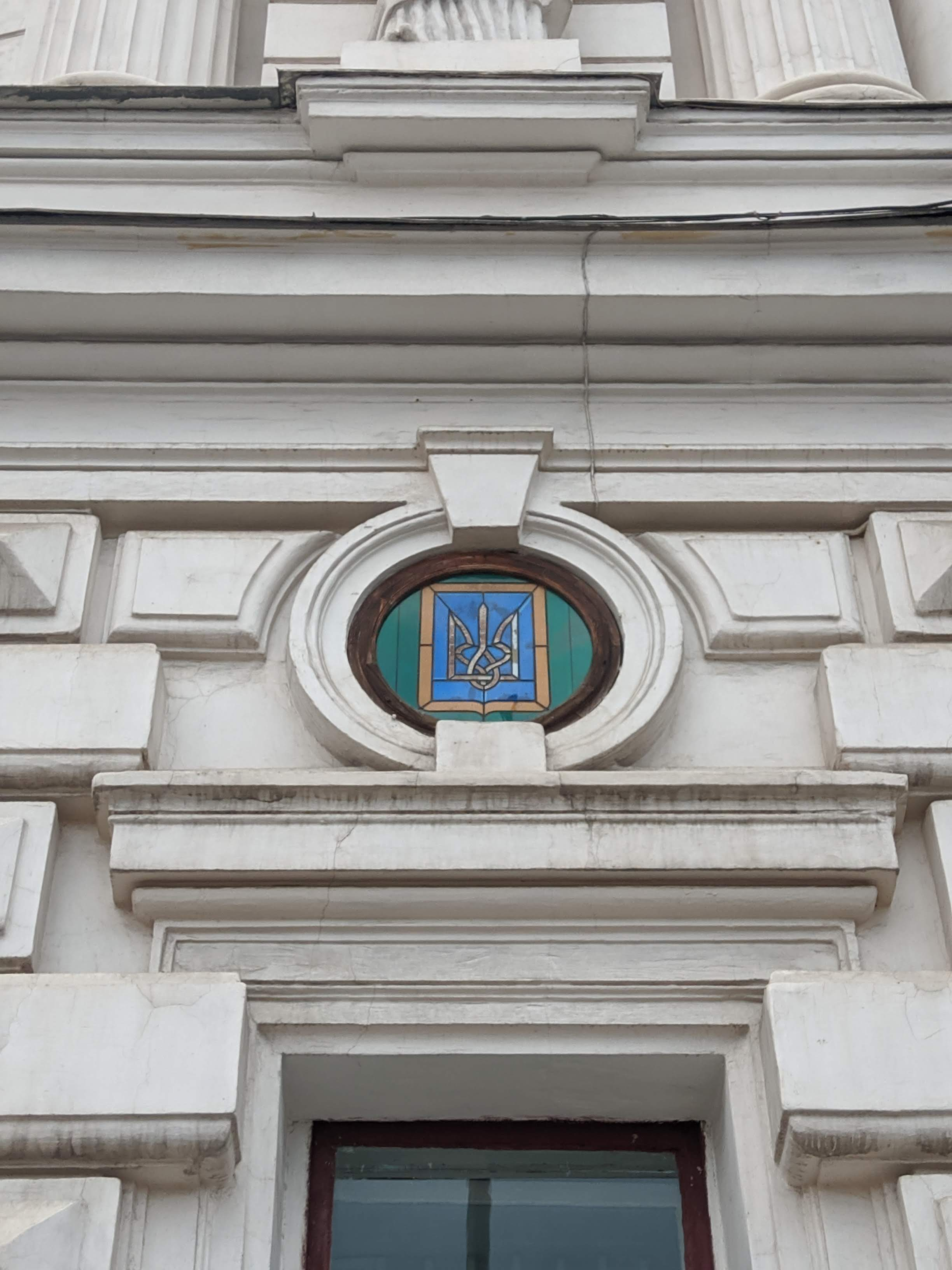
Вітраж з гербом України
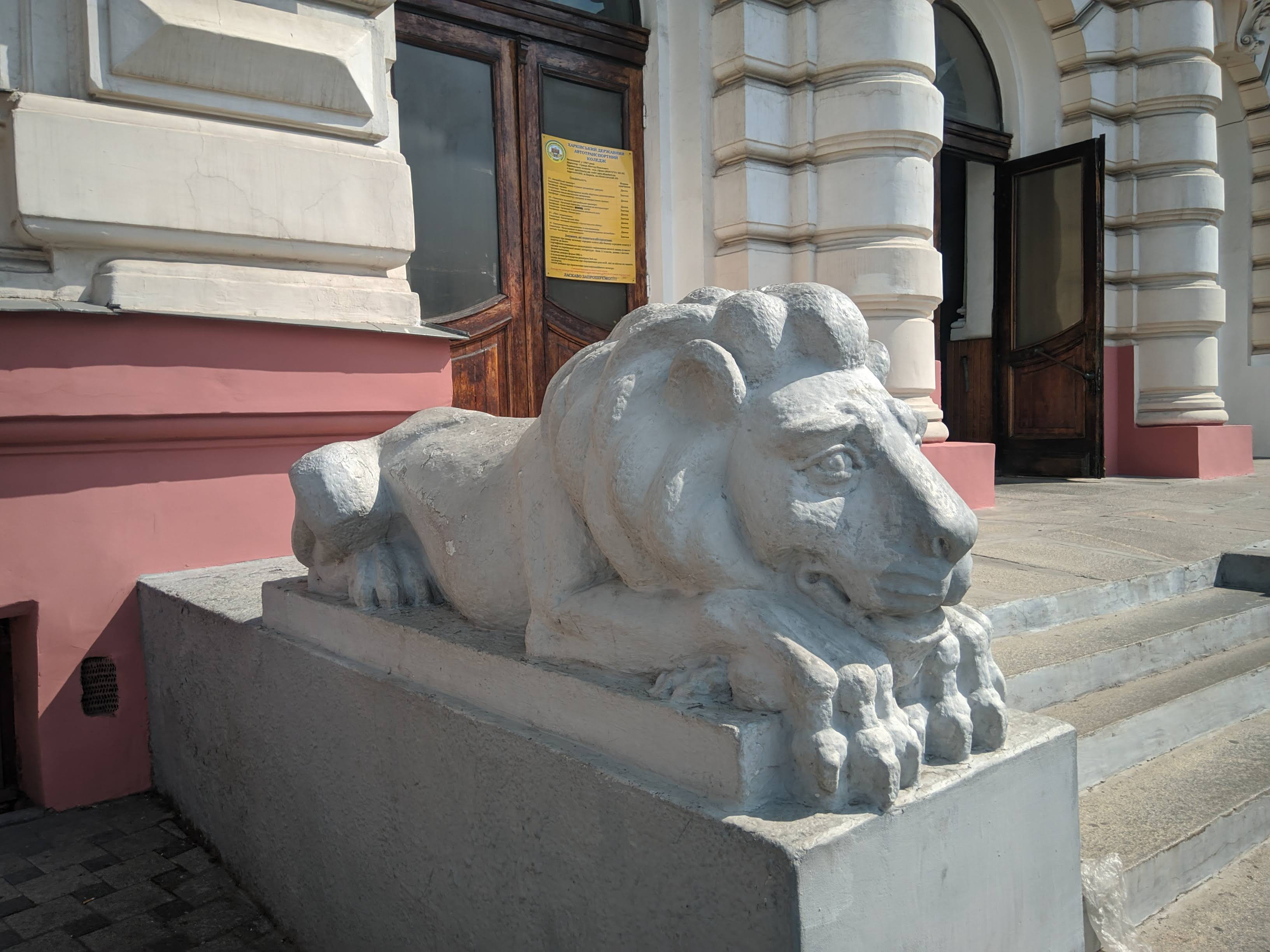
Один з левів
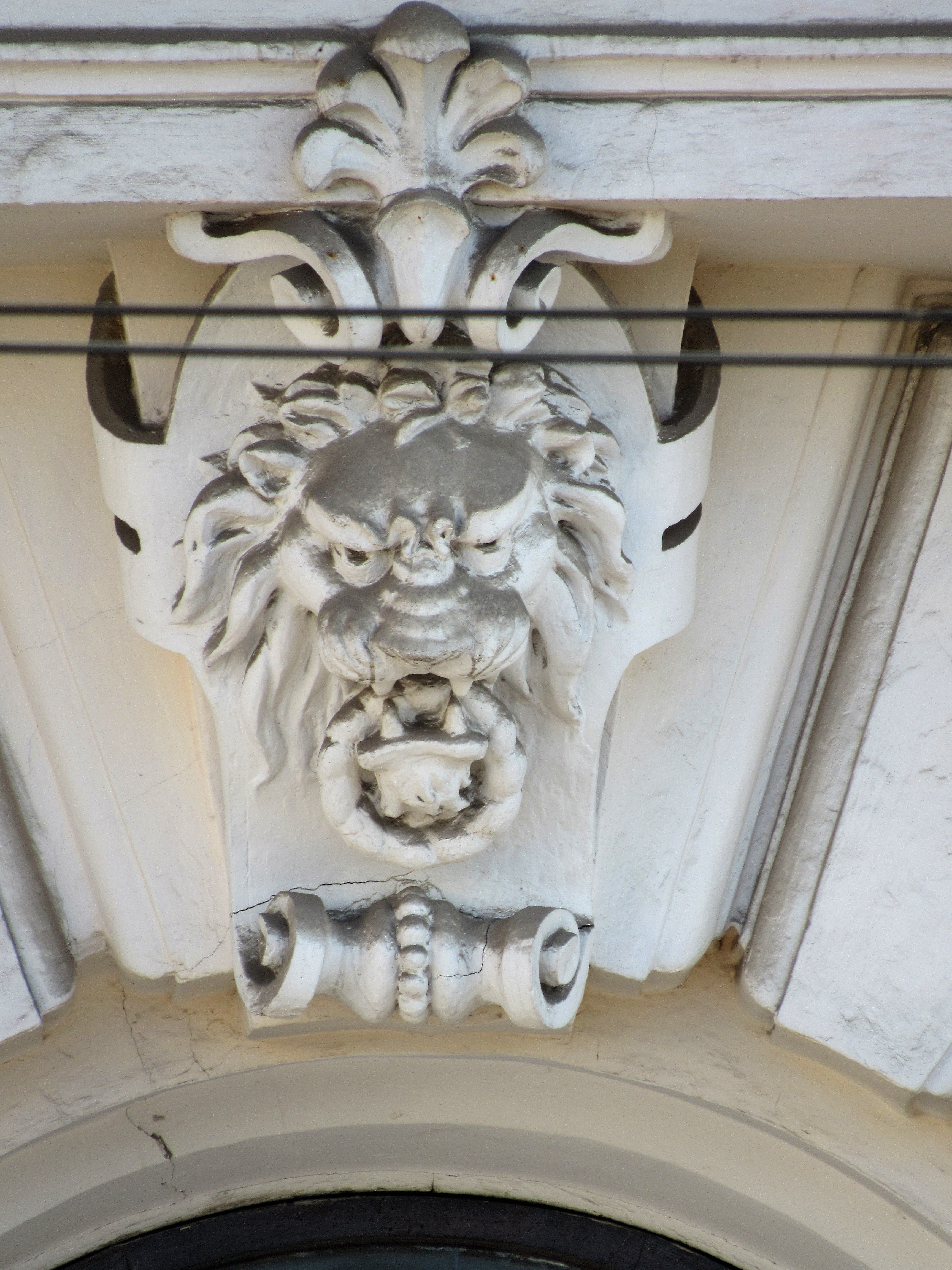
Лев на будівлі
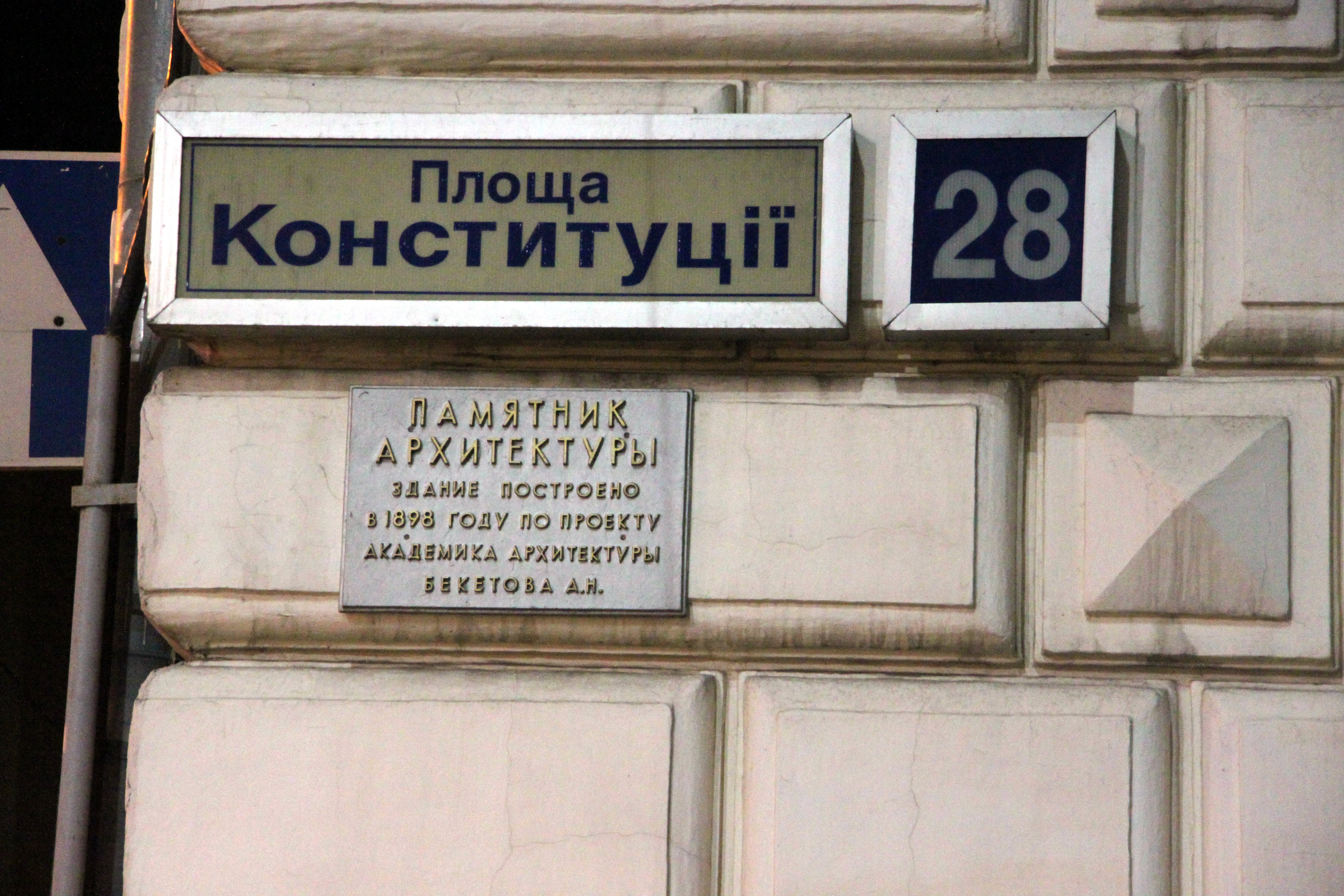
Табличка на фасаді